# 617 Patroclus
617 Patroclus (phát âm /pəˈtroʊkləs/ pə-TROH-kləs) là một tiểu hành tinh kép. Nó được xếp loại tiểu hành tinh Troia, cùng chung quỹ đạo với Sao Mộc, nằm ở điểm Lagrange cân bằng bên L5 của Sao Mộc, tức thuộc "Nhóm Troia".
Tiểu hành tinh này do August Kopff phát hiện ngày 17.10.1906 ở Heidelberg, và được đặt theo tên chiến binh Patroclus trong chiến tranh thành Troia theo sử thi Iliad của Homer. Đây là tiểu hành tinh Troia thứ hai được phát hiện. Do mang tên một vị anh hùng Hy Lạp nhưng lại nằm trong "Nhóm Troia" (phe bên kia trong chiến tranh thành Troia), nên nó còn được gọi là một "gián điệp Hy Lạp".
Tính chất kép của nó được phát hiện năm 2001; tên Patroclus nay dùng cho tiểu hành tinh lớn hơn, còn tiểu hành tinh hơi nhỏ hơn thì được đặt tên là Menoetius (phát âm /mɨˈniːʃəs/ mə-NEE-shəs, tên chính thức là (617) Patroclus I Menoetius). Bằng chứng thu thập gần đây, đã đưa ra giả thuyết rằng 2 thiên thể này là các sao chổi đóng băng hơn là các tiểu hành tinh bằng đá.

## Quỹ đạo
Patroclus di chuyển theo L5 điểm Lagrange của Sao Mộc, trong một quỹ đạo gọi là 'nút Troia' . Patroclus là thiên thể duy nhất trong các thiên thể Troia được đặt theo tên nhân vật phe Hy Lạp Patroclus; các qui ước đặt tên cho các tiểu hành tinh phe Troia đã không được chấp nhận, cho tới sau khi Patroclus được đặt tên (cũng vậy, tiểu hành tinh Hektor là nhân vật phe thành Troia duy nhất được đặt cho tiểu hành tinh phe Hy Lạp).

## Hệ tiểu hành tinh kép
Năm 2001, người ta phát hiện rằng Patroclus là một tiểu hành tinh kép, gồm 2 thành phần có kích thước xấp xỉ bằng nhau. Tháng 2 năm 2006, một đội các nhà thiên văn học do Franck Marchis lãnh đạo đã đo chính xác quỹ đạo của hệ thống, khi sử dụng kính viễn vọng Keck của hệ quang học thích ứng. Họ ước tính là 2 thành phần này di chuyển theo quỹ đạo chung quanh khối tâm ở 4,283±0,004 ngày tại khoảng cách 680±20 km, mô tả một quỹ đạo vòng quanh phỏng chừng. Kết hợp các quan sát của họ với các việc đo nhiệt trong tháng 11 năm 2000, đội này đã ước tính kích thước của 2 thành phần tiểu hành tinh này. Thành phần hơi lớn hơn có đường kính đo được 122 km, giữ nguyên tên Patroclus. Thành phần hơi nhỏ hơn, có đường kính đo được 112 km, nay đặt tên là Menoetius, gọi theo tên người cha của Patroclus. Tên tạm thời của nó là S/2001 (617) 1.

## Thành phần cấu tạo
Vì tỷ trọng của 2 thành phần (0.8 g/cm³) ít hơn nước và bằng khoảng 1/3 tỷ trọng của đá, nên đội các nhà nghiên cứu do F. Marchis dẫn đầu đề nghị rằng tiểu hành tinh kép Patroclus - trước đây được cho là một cặp tiểu hành tinh bằng đá - giống sao chổi hơn về thành phần cấu tạo. Người ta ngờ rằng nhiều tiểu hành tinh Troia trên thực tế là các planetesimal nhỏ bị hút vào trong điểm Lagrange của hệ Sao Mộc-Mặt Trời trong khi di chuyển bên ngoài các hành tinh khổng lồ (Sao Mộc, Sao Thổ, Sao Thiên Vương, Sao Hải Vương), 3, tỷ năm trước đây. Điều này được A. Morbidelli và các đồng nghiệp đề nghị trong một loạt bài đăng trên báo Nature xuất bản tháng 5 năm 2005.